# Joshua Wong
Joshua Wong čínsky též Huang Zhifeng (čínsky pchin-jinem Huáng Zhīfēng, znaky tradiční 黃之鋒; * 13. října 1996 Hongkong) je hongkongský demokratický aktivista, spoluzakladatel a předseda studentské organizace Scholarism. Vyrůstal v protestantské středostavovské rodině, trpí dyslexií a studuje na Hongkongské otevřené univerzitě. Je jedním z vůdců hongkongských protestů za demokracii zvaných deštníková revoluce a 27. září 2014 byl z toho důvodu policií zatčen a poté dva dny zadržován. Zasazuje se za nenásilné formy odporu.

## Život
V září 2014 se stal vůdčím představitelem tzv. Deštníkové revoluce. V roce 2017 byl odsouzen k výkonu šestiměsíčního trestu odnětí svobody za zločin nezákonného shromažďování. V roce 2018 byl odsouzen k dalšímu trestu za svou účast na protestech z roku 2014, a to na tři měsíce. 
Dne 10. dubna 2016 oznámil založení politické strany, Demosisto, usilující o sebeurčení Hongkongu. Dne 29. srpna 2019 byl zatčen v souvislosti s účastí na demonstracích a protestech v Hongkongu.
Wong 29. října 2019 oznámil, že mu bylo zabráněno kandidovat v listopadových místních volbách. Čínská vláda v Pekingu tento krok o den později podpořila a odůvodnila jej Wongovou neloajalitou.
Joshua Wong a další dva hongkongští aktivisté Ivan Lam a Agnes Chow byli 23. listopadu 2020 před Magistrátním soudem West Kowloon v Hongkongu obviněni z organizování protestů proti extradičnímu zákonu před tamním policejním prezidiem v roce 2019. Všichni souhlasili s obviněním a v prosinci byli vzati do vazby. Joshua Wongovi hrozily až tři roky vězení. Postupně byl odsouzen k trestu odnětí svobody a následně obviněn z různých dalších trestných činů. V roce 2025 začal s Wongem proces, ve kterém byl obviněn ze spolčování se se zahraničními silami.